# Capitoli di Pokémon - La grande avventura

Copertina del primo volume della seconda edizione italiana, raffigurante Rosso e Pikachu

Questa è la lista dei capitoli di Pokémon - La grande avventura, manga scritto da Hidenori Kusaka e illustrato da Mato per i primi nove volumi e da Satoshi Yamamoto dal decimo in poi. La storia è suddivisa in archi narrativi, i quali sono caratterizzati da cambi di ambientazione e di personaggi che rispecchiano i titoli della serie principale di videogiochi Pokémon. La serializzazione presenta alcuni ritardi dovuti al fatto che gli autori devono prima visionare i videogiochi per continuare la trama. Il manga viene serializzato dalla Shogakukan dal marzo 1997 sulle riviste mensili CoroCoro Ichiban!, Pokémon Fan e Sunday Webry, quest'ultima presente esclusivamente via Internet, mentre in passato era presente anche sulle testate Club Sunday (sempre via web) e Shogakukan's Separate Grade Learning Magazines. I capitoli vengono poi raccolti dalla casa editrice in formato tankōbon e pubblicati a partire dall'8 agosto 1997 in poi.
Dal 2002, la Panini Comics ne ha curato un'edizione in italiano sotto il titolo di Pokémon Adventures nella collana Pokémon: Le grandi storie a fumetti in un formato diverso da quello originale e operando delle divisioni non presenti nella versione giapponese basandosi sui volumi inglesi distribuiti da Viz Media, interrompendosi poi all'ottavo volume e proseguendo con due numeri del manga Il magico viaggio dei Pokémon, anch'esso poi sospeso.
Nell'autunno 2013, al Lucca Comics & Games 2013, J-Pop annunciò la pubblicazione dell'arco narrativo di Nero e Bianco, il quale fu pubblicato dal 30 settembre 2014 al 29 giugno 2016. Tale edizione si basava su quella statunitense edita da Viz Media, la cui differenza è legata alla divisione di ogni volume in due o tre rispetto agli originali giapponesi. Nel novembre 2016 lo stesso editore ha iniziato a distribuire l'arco Rosso, Blu e Giallo in tre volumi maxi, che raccolgono i primi 90 capitoli, corrispondenti ai primi 7 tankōbon originali e con il nuovo e attuale titolo Pokémon – La grande avventura. Nel novembre 2017 invece è uscito l'arco Oro, Argento e Cristallo. Nell'ottobre 2018 è stato pubblicato l'arco Rubino e Zaffiro. Nel giugno 2019 è uscito l'arco Rosso Fuoco, Verde Foglia e Smeraldo. Nel novembre 2019 è uscito l'arco Diamante e Perla. Nell'ottobre 2020 sono usciti gli archi Platino, Oro HeartGold e Argento SoulSilver. Il 21 settembre 2022 sono usciti gli archi di Nero e Bianco e Nero Bianco 2. Il 9 aprile 2025 è uscito l'arco di X e Y.
Una riedizione composta da 55 volumi, corrispondenti come formato a quelli originali giapponesi, è stata pubblicata, sempre ad opera di J-Pop in collaborazione con il gruppo RCS e in allegato alla Gazzetta dello Sport, dal 18 gennaio 2024 al 30 gennaio 2025.

## Volumi 1-20
| Nº Ja | Nº It | Titolo italiano | Data di prima pubblicazione         | Data di prima pubblicazione                                                                      |
| Nº Ja | Nº It | Titolo italiano | Giapponese                          | Italiano                                                                                         |
| 1     | 1     | Pokémon – La grande avventura 1 | 8 agosto 1997 ISBN 4-09-149331-9    | 16 novembre 2016 ISBN 978-88-6883-785-3                                                          |
| 1     | 1     | Capitoli - 1. VS Mew (VSミュウ?, VS Myū) - 2. VS Bulbasaur (VS フシギダネ?, VS Fushigidane) - 3. VS Kangaskhan (VSガルーラ?, VS Garūra) - 4. VS Pikachu (VSピカチュウ?, VS Pikachū) - 5. VS Onix (VSイワーク?, VS Iwāku) - 6. VS Gyarados (VSギャラドス?, VS Gyaradosu) - 7. VS Rhydon (VSサイドン?, VS Saidon) - 8. VS Starmie (VSスターミー?, VS Sutāmī) - 9. VS Fearow (VSオニドリル?, VS Onidoriru) - 10. VS Voltorb (VSビリリダマ?, VS Biriridama) - 11. VS Electabuzz (VSエレブー?, VS Erebū) - 12. VS Snorlax (VSカビゴン?, VS Kabigon) - 13. VS Psyduck (VSコダック?, VS Kodakku) - 14. VS Arbok (VSアーボック?, VS Ābokku) |                                     |                                                                                                  |
| 2     | 1     | Pokémon – La grande avventura 1 | 16 dicembre 1997 ISBN 4-09-149332-7 | 16 novembre 2016 ISBN 978-88-6883-785-3                                                          |
| 2     | 1     | Capitoli - 15. VS Wartortle (VSカメール?, VS Kamēru) - 16. VS Tauros (VSケンタロス?, VS Kentarosu) - 17. VS Jynx (VSルージュラ?, VS Rūjura) - 18. VS Ninetales (VSキュウコン?, VS Kyūkon) - 19. VS Eevee (VSイーブイ?, VS Ībui) - 20. VS Vileplume (VSラフレシア?, VS Rafureshia) - 21. VS Nidoking (VSニドキング?, VS Nidokingu) - 22. VS Victreebel (VSウツボット?, VS Utsubotto) - 23. VS Magmar (VSブーバー?, VS Būbā) - 24. VS Dragonite (VSカイリュー?, VS Kairyū) - 25. VS Articuno (VSフリーザー?, VS Furīzā) - 26. VS Moltres (VSファイヤー?, VS Faiyā) - 27. VS Kadabra (VSユンゲラー?, VS Yungerā) |                                     |                                                                                                  |
| 3     | 1-2   | Pokémon – La grande avventura 1/Pokémon – La grande avventura 2 | 28 maggio 1998 ISBN 4-09-149333-5   | 16 novembre 2016 ISBN 978-88-6883-785-3 (vol. 1) ISBN 978-88-6883-786-0 (vol. 2)                 |
| 3     | 1-2   | Capitoli - 28. VS Mime (VSバリヤード?, VS Bariyādo) - 29. VS Golbat (VSゴルバット?, VS Gorubatto) - 30. VS Zapdos (VSサンダー?, VS Sandā) - 31. VS Articuno (VSフリーザー?, VS Furīzā) - 32. VS Kadabra (VSユンゲラー?, VS Yungerā) - 33. VS gli uccelli leggendari (VS伝説の鳥ポケモン?, VS Densetsu no tori Pokémon) - 34. VS Mewtwo (parte 1) (VSミュウツー(前編)?, VS Myūtsū (zenpen)) - 35. VS Mewtwo (parte 2) (VSミュウツー(後編)?, VS Myūtsū (kōhen)) - 36. VS Dratini (VSミニリュウ?, VS Miniryū) - 37. VS Golem (VSゴローニャ?, VS Gorōnya) - 38. VS Nidoqueen (VSニドクイン?, VS Nidokuin) - 39. VS Spearow (VSオニスズメ?, VS Onisuzume) - 40. VS Charizard (VSリザードン?, VS Rizādon) |                                     |                                                                                                  |
| 4     | 2     | Pokémon – La grande avventura 2 | 16 dicembre 1998 ISBN 4-09-149334-3 | 16 novembre 2016 ISBN 978-88-6883-786-0                                                          |
| 4     | 2     | Capitoli - 41. VS Ponyta (VSポニータ?, VS Ponīta) - 42. VS Dody (VSドードー?, VS Dōdō) - 43. VS Seadra (VSシードラ?, VS Shīdora) - 44. VS Dewgong (VSジュゴン?, VS Jugon) - 45. VS Cloyster (VSパルシェン?, VS Parushen) - 46. VS Marowak (VSガラガラ?, VS Garagara) - 47. VS Persian (VSペルシアン?, VS Perushian) - 48. VS Paras (VSパラス?, VS Parasu) - 49. VS Gastly (VSゴース?, VS Gōsu) - 50. VS Lapras (VSラプラス?, VS Rapurasu) - 51. VS Magneton (VSレアコイル?, VS Reakoiru) - 52. VS Gengar (VSゲンガー?, VS Gengā) |                                     |                                                                                                  |
| 5     | 2-3   | Pokémon – La grande avventura 2/Pokémon – La grande avventura 3 | 26 aprile 1999 ISBN 4-09-149335-1   | 16 novembre 2016 ISBN 978-88-6883-786-0 (vol. 2) ISBN 978-88-6883-787-7 (vol. 3)                 |
| 5     | 2-3   | Capitoli - 53. VS Caterpie (VSキャタピー?, VS Kyatapī) - 54. VS Pidgeotto (VSピジョン?, VS Pijon) - 55. VS Primeape (VSオコリザル?, VS Okorizaru) - 56. VS Slowpoke (VSヤドン?, VS Yadon) - 57. VS Ekans (VSアーボ?, VS Ābo) - 58. VS Tentacruel (VSドククラゲ?, VS Dokukurage) - 59. VS Hitmonlee (VSサワムラー?, VS Sawamurā) - 60. VS Dragonair (parte 1) (VSハクリュー(前編)?, VS Hakuryū (zenpen)) - 61. VS Dragonair (parte 2) (VSハクリュー(中編)?, VS Hakuryū (chōhen)) - 62. VS Dragonair (parte 3) (VSハクリュー(後編)?, VS Hakuryū (kōhen)) - 63. VS Exeggutor (VSナッシー?, VS Nasshī) - 64. VS Arcanine (VSウインディ?, VS Uindi) - 65. VS Machop (VSワンリキー?, VS Wanrikī) |                                     |                                                                                                  |
| 6     | 3     | Pokémon – La grande avventura 3 | 27 novembre 1999 ISBN 4-09-149336-X | 16 novembre 2016 ISBN 978-88-6883-787-7                                                          |
| 6     | 3     | Capitoli - 66. VS Poliwrath (VSニョロボン?, VS Nyorobon) - 67. VS Diglett (VSディグダ?, VS Diguda) - 68. VS Jigglypuff (VSプリン?, VS Purin) - 69. VS Horsea (VSタッツー?, VS Tattsū) - 70. VS Alakazam (VSフーディン?, VS Fūdin) - 71. VS Muk (VSベトベトン?, VS Betobeton) - 72. VS Weezing (VSマタドガス?, VS Matadogasu) - 73. VS Venomoth (VSモルフォン?, VS Morufon) - 74. VS Magikarp (VSコイキング?, VS Koikingu) - 75. VS Electrode (VSマルマイン?, VS Marumain) - 76. VS Chansey (VSラッキー?, VS Rakkī) - 77. VS Golduck (VSゴルダック?, VS Gorudakku) - 78. VS Venusaur (VSフシギバナ?, VS Fushigibana) |                                     |                                                                                                  |
| 7     | 3     | Pokémon – La grande avventura 3 | 26 aprile 2000 ISBN 4-09-149336-X   | 16 novembre 2016 ISBN 978-88-6883-787-7                                                          |
| 7     | 3     | Capitoli - 79. VS Aerodactyl (parte 1) (VSプテラ①?, VS Putera ①) - 80. VS Aerodactyl (parte 2) (VSプテラ②?, VS Putera ②) - 81. VS Aerodactyl (parte 3) (VSプテラ③?, VS Putera ③) - 82. VS Raticate (VSラッタ?, VS Ratta) - 83. VS Slowbro (VSヤドラン?, VS Yadoran) - 84. VS Clefable (VSピクシー?, VS Pikushī) - 85. VS Shellder (VSシェルダー?, VS Sherudā) - 86. VS Dragonair (VSハクリュー?, VS Hakuryū) - 87. VS Rhyhorn (VSサイホーン?, VS Saihōn) - 88. VS Beedrill (VSスピアー?, VS Supiā) - 89. VS Metapod (VSトランセル?, VS Toranseru) - 90. VS ??? (VS????, VS ???) |                                     |                                                                                                  |
| 8     | 4     | Pokémon – La grande avventura 4 | 8 agosto 2001 ISBN 4-09-149338-6    | 15 novembre 2017 ISBN 978-88-3275-138-3                                                          |
| 8     | 4     | Capitoli - 91. VS Murkrow (VSヤミカラス?, VS Yamikarasu) - 92. VS Hoothoot (VSホーホー?, VS Hōhō) - 93. VS Sneasel (VSニューラ?, VS Nyūra) - 94. VS Elekid (VSエレキッド?, VS Erekiddo) - 95. VS Stantler (VSオドシシ?, VS Odoshishi) - 96. VS Donphan (VSドンファン?, VS Donfan) - 97. VS Bellsprout (VSマダツボミ?, VS Madatsubomi) - 98. VS Totodile (VSワニノコ?, VS Waninoko) - 99. VS Sunkern (VSヒマナッツ?, VS Himanattsu) - 100. VS Unown (VSアンノーン?, VS Annōn) - 101. VS Teddiursa (VSヒメグマ?, VS Himeguma) - 102. VS Ursaring (VSリングマ?, VS Ringuma) - 103. VS Houndour (VSデルビル?, VS Derubiru) |                                     |                                                                                                  |
| 9     | 4     | Pokémon – La grande avventura 4 | 8 agosto 2001 ISBN 4-09-149339-4    | 15 novembre 2017 ISBN 978-88-3275-138-3                                                          |
| 9     | 4     | Capitoli - 104. VS Ariados (VSアリアドス?, VS Ariadosu) - 105. VS Smeargle (VSドーブル?, VS Dōburu) - 106. VS Sudowoodo (VSウソッキー?, VS Usokkī) - 107. VS Gligar (VSグライガー?, VS Guraigā) - 108. VS Quilava (VSマグマラシ?, VS Magumarashi) - 109. VS Ampharos (VSデンリュウ?, VS Denryū) - 110. VS Piloswine (VSイノムー?, VS Inomū) - 111. VS Tyranitar (VSバンギラス?, VS Bangirasu) - 112. VS Gyarados Rosso (VS赤いギャラドス?, VS akai Gyaradosu) - 113. VS Delibird (parte 1) (VSデリバード①?, VS Deribādo ①) - 114. VS Delibird (parte 2) (VSデリバード②?, VS Deribādo ②) - 115. VS Forretress (VSフォレトス?, VS Foretosu) - 116. VS Scizor (VSハッサム?, VS Hassamu) |                                     |                                                                                                  |
| 10    | 5     | Pokémon – La grande avventura 5 | 8 agosto 2001 ISBN 4-09-149340-8    | 15 novembre 2017 ISBN 978-88-3275-139-0                                                          |
| 10    | 5     | Capitoli - 117. VS Slugma (VSマグマッグ?, VS Magumaggu) - 118. VS Chikorita (VSチコリータ?, VS Chikorīta) - 119. VS Kertruffle (VSモココ?, VS Mokoko) - 120. VS Staryu (VSヒトデマン?, VS Hitodeman) - 121. VS Corsola (VSサニーゴ?, VS Sanīgo) - 122. VS Qwilfish (VSハリーセン?, VS Harīsen) - 123. VS Dragonair (VSハクリュー?, VS Hakuryū) - 124. VS Skarmory (VSエアームド?, VS Eāmudo) - 125. VS Misdreavus (VSムウマ?, VS Mūma) - 126. VS Jumpluff (VSワタッコ?, VS Watakko) - 127. VS Miltank (VSミルタンク?, VS Mirutanku) - 128. VS Ditto (VSメタモン?, VS Metamon) - 129. VS Girafarig (VSキリンリキ?, VS Kirinriki) |                                     |                                                                                                  |
| 11    | 5     | Pokémon – La grande avventura 5 | 25 dicembre 2001 ISBN 4-09-149711-X | 15 novembre 2017 ISBN 978-88-3275-139-0                                                          |
| 11    | 5     | Capitoli - 130. VS Suicune (parte 1) (VSスイクン(前編)?, VS Suikun (zenpen)) - 131. VS Suicune (parte 2) (VSスイクン(中編)?, VS Suikun (chōhen)) - 132. VS Suicune (parte 3) (VSスイクン(後編)?, VS Suikun (kōhen)) - 133. VS Azumarill (VSマリルリ?, VS Mariruri) - 134. VS Heracross (VSヘラクロス?, VS Herakurosu) - 135. VS Larvitar (VSヨーギラス?, VS Yōgirasu) - 136. VS Crobat (VSクロバット?, VS Kurobatto) - 137. VS Raikou & Entei (parte 1) (VSライコウ&エンテイ(前編)?, VS Raikō & Entei (zenpen)) - 138. VS Raikou & Entei (parte 2) (VSライコウ&エンテイ(後編)?, VS Raikō & Entei (kōhen)) - 139. VS Raichu (VSライチュウ?, VS Raichū) - 140. VS Dodrio (VSドードリオ?, VS Dōdorio) - 141. VS Lickitung (VSベロリンガ?, VS Beroringa) - 142. VS Remoraid (VSテッポウオ?, VS Teppōo) |                                     |                                                                                                  |
| 12    | 5-6   | Pokémon – La grande avventura 5/Pokémon – La grande avventura 6 | 26 aprile 2002 ISBN 4-09-149712-8   | 15 novembre 2017 ISBN 978-88-3275-139-0 (vol. 5) ISBN 978-88-3275-140-6 (vol. 6)                 |
| 12    | 5-6   | Capitoli - 143. VS Igglybuff & Cleffa (VSピィ&ププリン?, VS Pii & Pupurin) - 144. VS Swinub (VSウリムー?, VS Urimū) - 145. VS Sandslash (VSサンドパン?, VS Sandopan) - 146. VS Lugia (parte 1) (VSルギア(前編)?, VS Rugia (zenpen)) - 147. VS Lugia (parte 2) (VSルギア(中編)?, VS Rugia (chōhen)) - 148. VS Lugia (parte 3) (VSルギア(後編)?, VS Rugia (kōhen)) - 149. VS Kingdra (VSキングドラ?, VS Kingudora) - 150. VS Chinchou (VSチョンチー?, VS Chonchī) - 151. VS Lanturn (VSランターン?, VS Rantān) - 152. VS Butterfree (VSバタフリー?, VS Batafurī) - 153. VS Ho-Oh (VSホウオウ?, VS Houou) - 154. VS Yanma (VSヤンヤンマ?, VS Yanyanma) |                                     |                                                                                                  |
| 13    | 6     | Pokémon – La grande avventura 6 | 28 agosto 2002 ISBN 4-09-149713-6   | 15 novembre 2017 ISBN 978-88-3275-140-6                                                          |
| 13    | 6     | Capitoli - 155. VS Kabutops (VSカブトプス?, VS Kabutopusu) - 156. VS Noctowl (VSヨルノズク?, VS Yorunozuku) - 157. VS Magnemite (VSコイル?, VS Koiru) - 158. VS Scyther (VSストライク?, VS Sutoraiku) - 159. VS Pupitar (VSサナギラス?, VS Sanagirasu) - 160. VS Porygon2 (VSポリゴン2?, VS Porigon 2) - 161. VS Entei (VSエンテイ?, VS Entei) - 162. VS Hitmontop (VSカポエラー?, VS Kapoerā) - 163. VS Bellossom (VSキレイハナ?, VS Kireihana) - 164. VS Slowking (VSヤドキング?, VS Yadokingu) - 165. VS Lugia e Ho-Oh (parte 1) (VSルギア&ホウオウ(前編)?, VS Rugia & Hōō (zenpen)) - 166. VS Lugia e Ho-Oh (parte 2) (VSルギア&ホウオウ(後編)?, VS Rugia & Hōō (kōhen)) |                                     |                                                                                                  |
| 14    | 6     | Pokémon – La grande avventura 6 | 28 gennaio 2003 ISBN 4-09-149714-4  | 15 novembre 2017 ISBN 978-88-3275-140-6                                                          |
| 14    | 6     | Capitoli - 167. Scontro decisivo I (最終決戦I?, Saishū kessen I) - 168. Scontro decisivo II (最終決戦II?, Saishū kessen II) - 169. Scontro decisivo III (最終決戦III?, Saishū kessen III) - 170. Scontro decisivo IV (最終決戦IV?, Saishū kessen IV) - 171. Scontro decisivo V (最終決戦V?, Saishū kessen V) - 172. Scontro decisivo VI (最終決戦VI?, Saishū kessen VI) - 173. Scontro decisivo VII (最終決戦VII?, Saishū kessen VII) - 174. Scontro decisivo VIII (最終決戦VIII?, Saishū kessen VIII) - 175. Scontro decisivo IX (最終決戦IX?, Saishū kessen IX) - 176. Scontro decisivo X (最終決戦X?, Saishū kessen X) - 177. Scontro decisivo XI (最終決戦XI?, Saishū kessen XI) - 178. Scontro decisivo XII (最終決戦XII?, Saishū kessen XII) - 179. Scontro decisivo XIII (最終決戦XIII?, Saishū kessen XIII) |                                     |                                                                                                  |
| 15    | 6-7   | Pokémon – La grande avventura 6/Pokémon – La grande avventura 7 | 28 luglio 2003 ISBN 4-09-149715-2   | 15 novembre 2017 24 ottobre 2018 ISBN 978-88-3275-140-6 (vol. 6) ISBN 978-88-3275-375-2 (vol. 7) |
| 15    | 6-7   | Capitoli - 180. Scontro decisivo XIV (最終決戦XIV?, Saishū kessen XIV) - 181. VS Cacnea (VSサボネア: 新たなる物語?, VS Sabonea: Shintanaru monogatari) - 182. VS Mightyena (VSグラエナ: 衝撃の出会い?, VS Guraena: Shōgeki no deai) - 183. VS Torchic (VSアチャモ: 80日後の約束?, VS Achamo: 80 Higo no yakusoku) - 184. VS Dustox (VSドクケイル: コンテスト指導?, VS Dokukeiru: Kontesuto shidō) - 185. VS Nuzleaf (VSコノハナ: 恐怖のニアミス?, VS Konohana: Kyōfu no nia misu) - 186. VS Breloom (VSキノガッサ: ルビーとミツル?, VS Kinogassa: Rubī to mitsuru) - 187. VS Kecleon (VSカクレオン: はじめての捕獲?, VS Kakureon: Hajimete no hakaku) - 188. VS Lombre (VSハスブレロ: 給水口の中に?, VS Hasuburero: Kyūmizuguchi no nakani) - 189. VS Ludicolo (VSルンパッパ: 対決青装束?, VS Runpappa: Taiketsu aoshōzoku) - 190. VS Nosepass (VSノズパスI: カナズミジムの試験?, VS Nozupasu I: Kanazumi Jimu no shiken) |                                     |                                                                                                  |
| 16    | 7     | Pokémon – La grande avventura 7 | 28 ottobre 2003 ISBN 4-09-149716-0  | 24 ottobre 2018 ISBN 978-88-3275-375-2                                                           |
| 16    | 7     | Capitoli - 191. VS Nosepass II (VSノズパスII: 特性 磁力を破れ?, VS Nozupasu II: Tokusei jiryoku o yabure) - 192. VS Crawdaunt I (VSシザリガーI: 海のならず者?, VS Shizariger I: Umi no narazumono) - 193. VS Crawdaunt II (VSシザリガーII: 明かせない力?, VS Shizariger II: Aka se nai chikara) - 194. VS Mawile (VSクチート: あざむきの大郡?, VS Kucheat: Azamuki no dai gun) - 195. VS Makuhita (VSマクノシタ: 柔の奥儀?, VS Makunoshita: Yawara no oku tadashi) - 196. VS Beldum (VSダンバル: 洞窟の実力者?, VS Danbaru: Doukutsu no jitsuryoku sha) - 197. VS Hariyama (VSハリテヤマ: 決着のカウンター?, VS Hariteyama: Ketchaku no Kauntā) - 198. VS Plusle & Minun I (VSプラスル&マイナンI: もう１つの巨悪?, VS Purasuru & Minun I: Mou hitotsu no kyo aku) - 199. VS Plusle & Minun II (VSプラスル&マイナンII: 船上のダブルバトル?, VS Purasuru & Minun II: Senjou no Daburu Batoru) - 200. VS Torkoal (VSコータス:赤装束再び?, VS Kōtasu: Aka shouzoku futatabi) - 201. VS Slugma (VSマグマッグI: 潜水艇かいえん１号?, VS Magumaggu I: Sensui ten kaien 1 gou) |                                     |                                                                                                  |
| 17    | 7-8   | Pokémon – La grande avventura 7/Pokémon – La grande avventura 8 | 28 febbraio 2004 ISBN 4-09-149717-9 | 24 ottobre 2018 ISBN 978-88-3275-375-2 (vol. 7) ISBN 978-88-3275-376-9 (vol. 8)                  |
| 17    | 7-8   | Capitoli - 202. VS Slugma II (VSマグマッグII: 炎の幻影?, VS Magumaggu II: Honoo no genei) - 203. VS Donphan (VSドンファン: 襲いくるカラクリ?, VS Donfan: Osoi kuru karakuri) - 204. VS Electrike I (VSラクライI: 地下に眠る都市?, VS Rakurai I: Chika ni nemuru toshi) - 205. VS Electrike II (VSラクライII: 発電マシンを倒せ?, VS Rakurai II: Hatsuden mashin o taose) - 206. VS Feebas (VSヒンバス: 釣り上げて 逃げられて?, VS Hinbasu: Tsuriage te nige rare te) - 207. VS Zangoose & Seviper I (VSザングース&ハブネークI: 恐ろしき決闘?, VS Zangūsu & Habunake I: Osoroshiki kettou) - 208. VS Zangoose & Seviper II (VSザングース&ハブネークII: 執念の追跡者?, VS Zangūsu & Habunake II: Shuunen no tsuiseki sha) - 209. VS Slaking I (VSケッキング: ３つ目の選択肢?, VS Kekkingu I: Mittsu me no sentakushi) - 210. VS Slaking II (VSケッキング: すれ違う心?, VS Kekkingu II: Surechigau kokoro) - 211. VS Slaking III (VSケッキング: 父の思い?, VS Kekkingu III: Chichi no omoi) - 212. VS Azumarill I (VSマリルリI: ロープウェイの罠?, VS Mariruri I: Ropeway no wana) - 213. VS Azumarill II (VSマリルリII: 息詰まる攻防?, VS Mariruri II: Ikidumaru koubou) - 214. VS Pelipper (VSペリッパーI: 火山活動停止?, VS Perippā I: Kazan katsudou teishi)                                                           |                                     |                                                                                                  |
| 18    | 8     | Pokémon – La grande avventura 8 | 19 giugno 2004 ISBN 4-09-149718-7   | 24 ottobre 2018 ISBN 978-88-3275-376-9                                                           |
| 18    | 8     | Capitoli - 215. VS Pelipper II (VSペリッパーII: 意外なる救援?, VS Perippā II: Igai naru kyuuen) - 216. VS Magcargo (VSマグカルゴ: 決意の再出発?, VS Magukarugo: Ketsui no sai shuppatsu) - 217. VS Medicham (VSチャーレム: シダケのコンテスト?, VS Chāremu: Shidake no Contest) - 218. VS Absol (VSアブソル: わざわいの予兆?, VS Abusoru: Waza wai no yochou) - 219. VS Whismur (VSゴニョニョ: 激震 カナシダトンネル?, VS Gonyonyo: Gekishin Kanashida Tunnel) - 220. VS Loudred & Exploud I (VSドゴーム&バクオングI: 誘惑の篝火?, VS Dogōmu & Bakuongu I: Yuuwaku no kagaribi) - 221. VS Loudred & Exploud II (VSドゴーム&バクオングII: 脱出 そして?, VS Dogōmu & Bakuongu II: Dasshutsu soshite) - 222. VS Shiftry (VSダーテング: 招集 ジムリーダーズ?, VS Dātengu: Shoushuu Gym Leaders) - 223. VS Luvdisc I (VSラブカスI: 出場 スーパーランク?, VS Rabukasu I: Shutsujou Super Rank) - 224. VS Luvdisc II (VSラブカスII: 美しさの覇者?, VS Rabukasu II: Utsukushi sa no hasha) - 225. VS Anorith & Lileep (VSアノプス&リリーラ: 美の師弟コンビ?, VS Anopusu & Rirīra: Bi no shitei konbi) - 226. VS Altaria (VSチルタリス: ヒマワキでの再会?, VS Chirutarisu: Hiwamaki de no saikai) |                                     |                                                                                                  |
| 19    | 8     | Pokémon – La grande avventura 8 | 28 ottobre 2004 ISBN 4-09-149719-5  | 24 ottobre 2018 ISBN 978-88-3275-376-9                                                           |
| 19    | 8     | Capitoli - 227. VS Grumpig I (VSブーピッグI: 素直な気持ちで?, VS Būpiggu I: Sunao na kimochi de) - 228. VS Grumpig II (VSブーピッグII: 明かされた力?, VS Būpiggu II: Akasa re ta chikara) - 229. VS Lunatone & Solrock (VSルナトーン&ソルロック: ふたつの宝珠?, VS Runatōn & Sorurokku: Futatsu no houshu) - 230. VS Walrein (VSトドゼルガ: 巨悪共闘?, VS Todoseruga: Kyo aku kyoutou) - 231. VS Masquerain (VSアメモース: それぞれの復活前夜?, VS Amemōsu: Sorezore no fukkatsu zenya) - 232. VS Whiscash (VSナマズン: 涙のハイパーランク?, VS Namazun: Namida no Hyper Rank) - 233. VS Kyogre & Groudon I (VSカイオーガ&グラードンI: 到着 最深海?, VS Kaiōga & Gurādon I: Touchaku sai shinkai) - 234. VS Kyogre & Groudon II (VSカイオーガ&グラードンII: 超古代獣 目覚める?, VS Kaiōga & Gurādon II: Chou kodai juu mezameru) - 235. VS Kyogre & Groudon III (VSカイオーガ&グラードンIII: 被害地へ飛べ?, VS Kaiōga & Gurādon III: Higai chi he tobe) - 236. VS Kyogre & Groudon IV (VSカイオーガ&グラードンIV: 真実の伝説者?, VS Kaiōga & Gurādon IV: Shinjitsu no densetsu sha) - 237. VS Kyogre & Groudon V (VSカイオーガ&グラードンV: 甦る記憶?, VS Kaiōga & Gurādon V: Yomigaeru kioku) - 238. VS Kyogre & Groudon VI (VSカイオーガ&グラードンVI: ただ１つの道?, VS Kaiōga & Gurādon VI: Tada hitotsu no michi) |                                     |                                                                                                  |
| 20    | 8-9   | Pokémon – La grande avventura 8/Pokémon – La grande avventura 9 | 26 aprile 2005 ISBN 4-09-149720-9   | 24 ottobre 2018 ISBN 978-88-3275-376-9 (vol. 8) ISBN 978-88-3275-377-6 (vol. 9)                  |
| 20    | 8-9   | Capitoli - 239. VS Kyogre & Groudon VII (VSカイオーガ&グラードンVII: 空飛ぶ協会本部?, VS Kaiōga & Gurādon VII: Sora tobu kyoukai honbu) - 240. VS Treecko (VSキモリ: あのときの願いを?, VS Kimori) - 241. VS Dusclops (VSサマヨール: 天空の修練場?, VS Samayouru: Tenkuu no shuuren jou) - 242. VS Volbeat (VSバルビート: 裏切りの総帥?, VS Barubīto: Uragiri no sousui) - 243. VS Armaldo (VSアーマルド: マルチバトル開始?, VS Āmarudo: Maruchi Batoru kaishi) - 244. VS Kyogre & Groudon VIII (VSカイオーガ&グラードンVIII: 戦う意志のもとに?, VS Kaiōga & Gurādon VIII: Tatakau ishi no moto ni) - 245. VS Vibrava (VSビブラーバ: 激突 スリーonスリー?, Vs Biburāba: Gekitotsu Surī on Surī) - 246. VS Ninjask (VSテッカニン: もう１匹いる?, VS Tekkanin: Mō ichihiki iru) - 247. VS Kyogre & Groudon IX (VSカイオーガ&グラードンIX: 幻をうちやぶれ?, VS Kaiōga & Gurādon IX: Maboroshi o uchiyabure) - 248. VS Kyogre & Groudon X (VSカイオーガ&グラードンX: 宝珠の魔力?, VS Kaiōga & Gurādon X: Houshu no maryoku) - 249. VS Kyogre & Groudon XI (VSカイオーガ&グラードンXI: 引かれあう超パワー?, VS Kaiōga & Gurādon XI: Hika re au chou pawā) |                                     |                                                                                                  |

## Volumi 21-40
| Nº Ja | Nº It | Titolo italiano | Data di prima pubblicazione             | Data di prima pubblicazione                                                                       |
| Nº Ja | Nº It | Titolo italiano | Giapponese                              | Italiano                                                                                          |
| 21    | 9     | Pokémon – La grande avventura 9 | 24 dicembre 2005 ISBN 4-09-140096-5     | 24 ottobre 2018 ISBN 978-88-3275-377-6                                                            |
| 21    | 9     | Capitoli - 250. VS Kyogre & Groudon XII (VSカイオーガ&グラードンXII: チャンピオン帰還?, VS Kaiōga & Gurādon XII: Champion kikan) - 251. VS Kyogre & Groudon XIII (VSカイオーガ&グラードンXIII: このマントを托す?, VS Kaiōga & Gurādon XIII: Kono manto o takusu) - 252. VS Kyogre & Groudon XIV (VSカイオーガ&グラードンXIV: 大切なあの人?, VS Kaiōga & Gurādon XIV: Taisetsu na ano hito) - 253. VS Regirock, Regice, Registeel I (VSレジロック,レジアイス&レジスチルI: 結びつくメッセージ?, VS Rejirokku, Rejiaisu & Rejisuchiru I: Musubitsuku Message) - 254. VS Regirock, Regice, Registeel II (VSレジロック,レジアイス&レジスチルII: 刻まれた隊列?, VS Rejirokku, Rejiaisu & Rejisuchiru II: Kizama re ta tairetsu) - 255. VS Spoink I (VSバネブーI: 幻の島?, VS Binaboo I: Maboroshi no shima) - 256. VS Spoink II (VSバネブーII: 最後の大特訓?, VS Binaboo II: Saigo no dai tokkun) - 257. VS Kyogre & Groudon XV (VSカイオーガ&グラードンXV: 宝珠が求むるもの?, VS Kaiōga & Gurādon XV: Houshu ga motomu ru mono) - 258. VS Rayquaza I (VSレックウザI: 裂空の覚醒者?, VS Rekkuuza I: Retsu sora no kakusei sha) - 259. VS Rayquaza II (VSレックウザII: 戦渦の告白?, VS Rekkuuza II: Senka no kokuhaku) |                                         |                                                                                                   |
| 22    | 9-10  | Pokémon – La grande avventura 9/Pokémon – La grande avventura 10 | 28 agosto 2006 ISBN 4-09-140228-3       | 24 ottobre 2018 5 giugno 2019 ISBN 978-88-3275-377-6 (vol. 9) ISBN 978-88-3275-755-2 (vol. 10)    |
| 22    | 9-10  | Capitoli - 260. Super battaglia finale I (最終超決戦I: 冒険のレコード?, Saishū Chō Kessen I: Bouken no Rekōdo) - 261. Super battaglia finale II (最終超決戦II: 海と陸と天空と?, Saishū Chō Kessen II: Umi to riku to tenkuu to) - 262. Super battaglia finale III (最終超決戦III: 届け フーセンガム?, Saishū Chō Kessen III: Todoke fūsengamu) - 263. Super battaglia finale IV (最終超決戦IV: 粛正の咆吼?, Saishū Chō Kessen IV: Shukusei no houkou) - 264. Super battaglia finale V (最終超決戦V: 罪と罰?, Saishū Chō Kessen V: Tsumi to ba) - 265. Super battaglia finale VI (最終超決戦VI: 究極の結論?, Saishū Chō Kessen VI: Kyuukyou no ketsuron) - 266. Super battaglia finale VII (最終超決戦VII: はじめての捕獲?, Saishū Chō Kessen VII: Hajimete no hokaku) - 267. Super battaglia finale VIII (最終超決戦VIII: 約束の日?, Saishū Chō Kessen VIII: Yakusoku no hi) - 268. (脱出!!?, Dasshutsu!!) - 269. (姿なき攻撃者?, Sugata naki kougeki sha) |                                         |                                                                                                   |
| 23    | 10    | Pokémon – La grande avventura 10 | 27 ottobre 2006 ISBN 4-09-140254-2      | 5 giugno 2019 ISBN 978-88-3275-755-2                                                              |
| 23    | 10    | Capitoli - 270. (飲み込む闇?, Nomikomu yami) - 271. (シルフスコープの中に?, Silph Scope no naka ni) - 272. (２の島のキワメ婆?, 2 no shima no Kiwame baba) - 273. (戦ノ道?, Sen no michi) - 274. (発動 究極技?, Hatsudou kyuukyoku waza) - 275. (動き始める首領?, Ugoki hajimeru shuryou) - 276. (伝承 草と炎?, Denshou sou to honoo) - 277. (三獣士登場?, San shishi shi toujou) - 278. (全島攻撃?, Zentou kougeki) - 279. (降り立つデオキシス?, Ori tatsu deokishisu) |                                         |                                                                                                   |
| 24    | 10-11 | Pokémon – La grande avventura 10/Pokémon – La grande avventura 11 | 26 gennaio 2007 ISBN 978-4-09-140318-6  | 5 giugno 2019 ISBN 978-88-3275-755-2 (vol. 10) ISBN 978-88-3275-820-7 (vol. 11)                   |
| 24    | 10-11 | Capitoli - 280. (敗れし者レッド?, Yabure shi sha Reddo) - 281. (フォルムチェンジの秘密?, Forme Change no himitsu) - 282. (所有者の資格?, Shoyuu sha no shikaku) - 283. (戦う訳?, Tatakau wake) - 284. (ミュウツー参戦?, Myuutsū sansen) - 285. (意志を持つタワー?, Ishi o motsu tawā) - 286. (襲い来る分身群?, Osoi kuru bunshin gun) - 287. (故郷トキワシティ?, Kokyou Towika Shiti) |                                         |                                                                                                   |
| 25    | 11    | Pokémon – La grande avventura 11 | 28 marzo 2007 ISBN 978-4-09-140329-2    | 5 giugno 2019 ISBN 978-88-3275-820-7                                                              |
| 25    | 11    | Capitoli - 288. (拘束具を破れ?, Kousoku gu o yabure) - 289. (拘束具を破れ?, Kokoro no oku no towika) - 290. (宙空の決戦場?, Chuu sora no kessen jou) - 291. (頂上対決?, Choujou taiketsu) - 292. (父の名はサカキ?, Chichi no Na ha sakaki) - 293. (まやかしのオーロラ?, Mayakashi no ōrora) - 294. (幻は最果てに?, Maboroshi ha saihate ni) - 295. (ラストショット?, Last Shot) - 296. (デオキシス そのルーツ?, Deokishisu sono Roots) - 297. (反乱のチャクラ?, Hanran no chakura) - 298. (脱出のブラックホール?, Dasshutso no Black Hole) |                                         |                                                                                                   |
| 26    | 11-12 | Pokémon – La grande avventura 11/Pokémon – La grande avventura 12 | 23 giugno 2007 ISBN 978-4-09-140366-7   | 5 giugno 2019 ISBN 978-88-3275-820-7 (vol. 11) ISBN 978-88-3275-757-6 (vol. 12)                   |
| 26    | 11-12 | Capitoli - 299. (本能の呼びかけ?, Honnou no yobikake) - 300. (父の魂?, Chichi no tamashii) - 301. (戦う者 レッド?, Tatakau Mono Reddo) - 302. (所有者たちの絆?, Shoyuu sha tachi no kizuna) - 303. VS Sudowoodo (VSウソッキー: まばゆきフロンティア?, VS Usokkie: Mabayuki Furontia) - 304. VS Swalot (VSマルノーム: 穏やかな弾丸?, VS Marunoom: Odayaka na dangan) - 305. VS Illumise (VSイルミーゼ: 挑戦7つの施設?, VS Irumīze: Chōsen nanatsu no shisetsu) - 306. VS Pinsir (VSカイロス: 知識のブレーン?, VS Kairosu: Chishiki no burēn) - 307. VS Glalie (VS オニゴーリ: 怪しき影?, VS Onigōri: Ayashiki kage) - 308. VS Kirlia (VSキルリア: 送信要請?, VS Kiruria: Sōshin yōsei) |                                         |                                                                                                   |
| 27    | 12    | Pokémon – La grande avventura 12 | 28 agosto 2007 ISBN 978-4-09-140398-8   | 5 giugno 2019 ISBN 978-88-3275-757-6                                                              |
| 27    | 12    | Capitoli - 309. VS Milotic (VSミロカロス: チューブのクイーン?, VS Mirokarosu: Chūbu no kuīn) - 310. VS Shuckle (VSツボツボ: 運がよければ?, VS Tsubotsubo: Un ga yokere ba) - 311. VS Dusclops (VSサマヨール: ふるさとの土?, VS Samayouru: Furusato no do) - 312. VS Regirock (VSレジロック: ピラミッドアドベンチャー?, VS Rejirokku: Piramiddo Adobenchā) - 313. VS Regice (VSレジアイス: 空翔ける星?, VS Rejiaisu: Sora kakeru hoshi) - 314. VS Smeargle (VSドーブル: アトリエの洞窟?, VS Dōburu: Atorie no dōkutsu) - 315. VS Surskit I (VSアメタマI: 甲冑の男?, VS Ametama I: Kacchū no otoko) - 316. VS Surskit II (VSアメタマII: タイクーンの実力?, VS Ametama II: Taikūn no jitsuryoku) - 317. VS Shedinja (VSヌケニンI: オーナーの真意?, VS Nukenin I: Ōnā no shini) |                                         |                                                                                                   |
| 28    | 12-13 | Pokémon – La grande avventura 12/Pokémon – La grande avventura 13 | 25 dicembre 2007 ISBN 978-4-09-140456-5 | 5 giugno 2019 ISBN 978-88-3275-757-6 (vol. 12) ISBN 978-88-3275-758-3 (vol. 13)                   |
| 28    | 12-13 | Capitoli - 318. VS Shedinja II (VSヌケニンII: 勝利を呼ぶ闘志?, VS Nukenin II: Shōri o yobu tōshi) - 319. VS Vileplume I (VSラフレシアI: トーナメント in ドーム?, VS Rafureshia I: Tōnamento in Dōmu) - 320. VS Vileplume II (VSラフレシアII: 助っ人 到着?, VS Rafureshia I: Suketto tōchaku) - 321. VS Kirlia (VSキルリア: ルビー対エメラルド?, VS Kiruria: Rubī tai Emerarudo) - 322. VS Sceptile (VSジュカイン: 本来のパートナー?, VS Jukain: Honrai no Pātonā) - 323. VS Charizard I (VSリザードンI: スーパースターの戦略?, VS Rizādon I: Sūpāsutā no senryaku) - 324. VS Charizard II (VSリザードンII: 宝珠の残像?, VS Rizādon II: Hōshu no zanzō) - 325. VS Starmie (VSスターミー: ガイル再び?, VS Sutāmī: Gairu futatabi) - 326. VS Lapras (VSラプラス: 突入 バトルタワー?, VS Rapurasu: Totsunyū Batoru Tawā) - 327. VS Gulpin (VSゴクリン: 甲冑の素顔?, VS Gokurin: Kacchū no sugao) |                                         |                                                                                                   |
| 29    | 13    | Pokémon – La grande avventura 13 | 27 novembre 2008 ISBN 978-4-09-140743-6 | 5 giugno 2019 ISBN 978-88-3275-758-3                                                              |
| 29    | 13    | Capitoli - 328. Scontro finale I (大決戦I: 海の魔物?, Daikessen I: Umi no mamono) - 329. Scontro finale II (大決戦II: 星に願いを?, Daikessen II: Hoshi ni negai o) - 330. Scontro finale III (大決戦III: 開かない心?, Daikessen III: Hiraka nai kokoro) - 331. Scontro finale IV (大決戦IV: 憧れと尊敬と?, Daikessen IV: Akogare to sonkei to) - 332. Scontro finale V (大決戦V: 新しい自分?, Daikessen V: Atarashī jibun) - 333. Scontro finale VI (大決戦VI: 真実の瞳?, Daikessen VI: Shinjitsu no hitomi) - 334. Scontro finale VII (大決戦VII: 10人の集結?, Daikessen VII: Junin no shūketsu) - 335. Scontro finale VIII (大決戦VIII: トリプルＸトリプル?, Daikessen VIII: Toripuru x Toripuru) - 336. Scontro finale IX (大決戦IX: 授けし者?, Daikessen IX: Sazukeshi sha) - 337. Epilogo (Epilogue: いっそ全員で?, Epilogue: Isso zenin de) |                                         |                                                                                                   |
| 30    | 14    | Pokémon – La grande avventura 14 | 25 dicembre 2008 ISBN 978-4-09-140770-2 | 6 novembre 2019 ISBN 978-88-349-0041-3                                                            |
| 30    | 14    | Capitoli - 338. VS Starly (VSムックル: パールとダイヤ?, VS Mukkuru: Pāru to Daiya) - 339. VS Bidoof (VSビッパ: ビッパとお嬢様?, VS Bippa: Bippa to Ojōsama) - 340. VS Luxio (VSルクシオ: ツッコミとリズム?, VS Rukushio: Tsukkomi to Rizumu) - 341. VS Kricketot (VSコロボーシ: ポッチャマとプライド?, VS Korobōshi: Pocchama to Puraido) - 342. VS Cranidos (VSズガイドス: ヒョウタとクロガネジム?, VS Zugaidos: Hyouta to Kurogane Jimu) - 343. VS Combee (VSミツハニー: 花畑と甘い蜜?, VS Mitsuhanī: Hanahata to amai mitsu) - 344. VS Bronzor (VSドーミラー: 発電所と砂嵐?, VS Dōmirā: Hatsudensho to sunaarashi) - 345. VS Rotom (VSロトム: 森と洋館?, VS Rotomu: Mori to yōkan) - 346. VS Roserade I (VSロズレイドI: 特訓と初進化?, VS Rozureido I: Tokkun to hatsu shinka) |                                         |                                                                                                   |
| 31    | 14    | Pokémon – La grande avventura 14 | 27 marzo 2009 ISBN 978-4-09-140799-3    | 6 novembre 2019 ISBN 978-88-349-0041-3                                                            |
| 31    | 14    | Capitoli - 347. VS Roserade II (VSロズレイドII: ロズレイドと毒のトゲ?, VS Rozureido II: Rozureido to doku no toge) - 348. VS Stunky (VSスカンプー: 自転車とスカンプー?, VS Sukanpū: Jitensha to Sukanpū) - 349. VS Probopass e Magnezone (VSダイノーズ&ジバコイル: シンオウ地方とテンガン山?, VS Dainōzu & Jibakoiru: Shinou chihō to Tengan San) - 350. VS Buneary (VSミミロル: お嬢様とコンテスト?, VS Mimiroru: Ojōsama to Kontesuto) - 351. VS Pachirisu (VSパチリス: 会長と三人組?, VS Pachirisu: Kaichō to san ningumi) - 352. VS Croagunk & Abra I (VSグレッグル&ケーシィI: メリッサとロストタワー?, VS Gureggru & Casei I: Merissa to Rosuto Tawā) - 353. VS Croagunk & Abra II (VSグレッグル&ケーシィII: パカとウージ?, VS Gureggru & Casei II: Paka to Wuji) - 354. VS Unown I (VSアンノーンI: 新聞社と謎の文字?, VS Annōn I: Shinbunsha to nazo no moji) - 355. VS Unown II (VSアンノーンII: アンノーンと古代遺跡?, VS Annōn II: Annōn to kodai iseki) |                                         |                                                                                                   |
| 32    | 14-15 | Pokémon – La grande avventura 14/Pokémon – La grande avventura 15 | 19 giugno 2009 ISBN 978-4-09-140839-6   | 6 novembre 2019 ISBN 978-88-349-0041-3 (vol. 14) ISBN 978-88-349-0042-0 (vol. 15)                 |
| 32    | 14-15 | Capitoli - 356. VS Meditite & Riolu I (VSアサナン&リオルI: スロットとスモモ?, VS Asanan & Rioru I: Surotto to sumomo) - 357. VS Meditite & Riolu II (VSアサナン&リオルII: ジム戦とゲームコーナー?, VS Asanan & Rioru II: Jimusen to Gēmu Kōnā) - 358. VS Staravia & Skuntank I (VSムクバード&スカタンクI: 令嬢とボディーガード?, VS Mukubādo & Sukatanku I: Reijō to Bodīgādo) - 359. VS Staravia & Skuntank II (VSムクバード&スカタンクII: 敵と味方?, VS Mukubādo & Sukatanku II: Teki to mikata) - 360. VS Gible (VSフカマル: 終わりと始まり?, VS Fukamaru: Owari to hajimari) - 361. VS Bibarel & Hippopotas (VSビーダル&ヒポポタス: 雨と足跡?, VS Bīdaru & Hipopotasu: Ame to ashiato) - 362. VS Drapion & Kricketune I (VSドラピオン&コロトックI: 光と記憶?, VS Dorapion & Korotokku I: Hikari to kioku) - 363. VS Drapion & Kricketune II (VSドラピオン&コロトックII: 湖と影?, VS Dorapion & Korotokku II: Mizuumi to kage) - 364. VS Skorupi (VSスコルピ: 大湿原とサファリゲーム?, VS Sukorupi: Daishitsugen to Safari Gēmu) |                                         |                                                                                                   |
| 33    | 15    | Pokémon – La grande avventura 15 | 28 ottobre 2009 ISBN 978-4-09-140868-6  | 6 novembre 2019 ISBN 978-88-349-0042-0                                                            |
| 33    | 15    | Capitoli - 365. VS Carnivine (VSマスキッパ: マキシとノモセシティ?, VS Masukippa: Makishi to nomoseshiti) - 366. VS Floatzel (VSフローゼル: 勝利とファイトマネー?, VS Furōzeru: Shōri to faito manē) - 367. VS Psyduck (VSコダック: コダックと秘伝の薬?, VS Kodakku: Kodakku to hiden no kusuri) - 368. VS Probopass & Magnezone I (VSダイノーズ&ジバコイルI: カンナギと長老?, VS Dainōzu & Jibakoiru I: Kan nagi to chōrō) - 369. VS Probopass & Magnezone II (VSダイノーズ&ジバコイルII: 壁画と襲撃者?, VS Dainōzu & Jibakoiru II: Hekiga to shūgekisha) - 370. VS Probopass & Magnezone III (VSダイノーズ&ジバコイルIII: 意志と感情?, VS Dainōzu & Jibakoiru III: Ishi to kanjō) - 371. VS Drifblim (VSフワライド: 学会と誘拐?, VS Fuwarido: Gakkai to yūkai) - 372. VS Mismagius I (VSムウマージI: ヨスガジムと計算問題?, VS Muumāji I: Yosuga Jimu to keisan mondai) - 373. VS Mismagius II (VSムウマージII: 幻覚と現実?, VS Muumāji II: Genkaku to genjitsu) - 374. VS Bronzong I (VSドータクンI: 娘と父?, VS Dōtakun I: Musume to chichi) |                                         |                                                                                                   |
| 34    | 15-16 | Pokémon – La grande avventura 15/Pokémon – La grande avventura 16 | 26 febbraio 2010 ISBN 978-4-09-140887-7 | 6 novembre 2019 ISBN 978-88-349-0042-0 (vol. 15) ISBN 978-88-349-0043-7 (vol. 16)                 |
| 34    | 15-16 | Capitoli - 375. VS Bronzong II (VSドータクンII: 真実と偽り?, VS Dōtakun II: Shinjitsu to itsuwari) - 376. VS Staraptor (VSムクホーク: 決意と告白?, VS Mukuhōku: Ketsui to kokuhaku) - 377. VS Rapidash (VSギャロップ: 別れと旅立ち?, VS Gyaroppu: Wakare to tabidachi) - 378. VS Gliscor (VSグライオン: シンオウ丸と船出?, VS Guraion: Shinoumaru to funade) - 379. VS Lucario I (VSルカリオI: ゲンとこうてつ島?, VS Rukario I: Gen to kōtetsutō) - 380. VS Lucario II (VSルカリオII: 洞窟と卒業課題?, VS Rukario II: Dōkutsu to sotsugyō kadai) - 381. VS Vespiquen & Mothim I (VSビークイン&ガーメイルI: すばやさとはっぱカッター?, VS Bīkuin & Gāmeiru I: Subayasa to happa kattā) - 382. VS Vespiquen & Mothim II (VSビークイン&ガーメイルII: 悪意と波導?, VS Bīkuin & Gāmeiru II: Akui to nami shirube) - 383. VS Wingull (VSキャモメ: 製鉄所と発注書?, VS Kyamome: Seitetsusho to hacchūsho) - 384. VS Magby (VSブビィ: タタラと動く床?, VS Bubi: Tatara to ugoku yuka) |                                         |                                                                                                   |
| 35    | 16    | Pokémon – La grande avventura 16 | 28 maggio 2010 ISBN 978-4-09-141057-3   | 6 novembre 2019 ISBN 978-88-349-0043-7                                                            |
| 35    | 16    | Capitoli - 385. VS Houndoom (VSヘルガー: 矢印と透視力?, VS Herugā: Yajirushi to tōshi ryoku) - 386. VS Graveler (VSゴローン: 雪山とジムリーダー?, VS Gorōn: Yukiyama to Jimu Rīdā) - 387. VS Snover (VSユキカブリ: キッサキとスズナ?, VS Yukikaburi: Kissaki to suzuna) - 388. VS Froslass (VSユキメノコ: 新顔と勝利?, VS Yukimenoko: Shingao to shōri) - 389. VS Clefairy (VSピッピ: 宇宙とＧマーク?, VS Pippi: Uchū to G Māku) - 390. VS Lickitung (VSベロリンガ: ポケッチとキャンペーン?, VS Beroringa: Poketchi to kyanpēn) - 391. VS Lickilicky (VSベロベルト: ベロベルトと宝物?, VS Beroberuto: Beroberuto to hōmotsu) - 392. VS Weepinbell (VSウツドン: 豪邸と執事?, VS Utsudon: Gōtei to shitsuji) - 393. VS Yanmega I (VSメガヤンマI: 研究所とハマナ?, VS Megayanma I: Kenkyūjo to hamana) - 394. VS Yanmega II (VSメガヤンマII: 羽音と衝撃波?, VS Megayanma II: Haoto to shōgekiha) |                                         |                                                                                                   |
| 36    | 16-17 | Pokémon – La grande avventura 16/Pokémon – La grande avventura 17 | 27 agosto 2010 ISBN 978-4-09-141118-1   | 6 novembre 2019 ISBN 978-88-349-0043-7 (vol. 16) ISBN 978-88-349-0104-5 (vol. 17)                 |
| 36    | 16-17 | Capitoli - 395. VS Sableye (VSヤミラミ: エイチ湖とジュピター?, VS Yamirami: Eichiko to Jupitā) - 396. VS Gastrodon (VSトリトドン: 強敵と三人娘?, VS Toritoidon: Kyōteki to sannin musume) - 397. VS Octillery (VSオクタン: 爆弾とカウントダウン?, VS Okutan: Bakudan to Kauntodaun) - 398. VS Tangrowth (VSモジャンボ: 三匹と見えないつながり?, VS Mojanbo: Sanhiki to mienai tsunagari) - 399. VS Machamp (VSカイリキー: 激闘と敗北?, VS Kairikie: Gekitō to haiboku) - 400. VS Quagsire (VSヌオー: 大雨と助け手?, VS Nuō: Ōame to tasukeshu) - 401. VS Buizel I (VSブイゼルI: 捕獲と弟子入り?, VS Buizeru I: Hokaku to deshi iri) - 402. VS Buizel II (VSブイゼルII: アカギと完全な世界?, VS Buizeru II: Akagi to kanzen na sekai) - 403. VS Grimer (VSベトベター: パールと新チー?, VS Betobetā: Pāru to shinchī) - 404. VS Elekid (VSエレキッド: 敵陣と侵入者?, VS Erekiddo: Tekijin to shinnyūsha) |                                         |                                                                                                   |
| 37    | 17    | Pokémon – La grande avventura 17 | 26 novembre 2010 ISBN 978-4-09-141207-2 | 6 novembre 2019 ISBN 978-88-349-0104-5                                                            |
| 37    | 17    | Capitoli - 405. VS Electivire (VSエレキブル: 強さと体験?, VS Erekiburu: Tsuyosa to taiken) - 406. VS Honchkrow (VSドンカラス: のんきとせっかち?, VS Donkarasu: Nonki to sekkachi) - 407. VS Chingling (VSリーシャン: 変装と潜入?, VS Rīshan: Hensō to sennyū) - 408. VS Haunter (VSゴースト: 図鑑と朝の音?, VS Gōsuto: Zukan to asa no oto) - 409. VS Spiritomb (VSミカルゲ: チャンピオンとBOSS?, VS Mikaruge: Champion to Boss) - 410. VS Cradily (VSユレイドル: ３匹と解放?, VS Yureidoru: Sanhiki to kaihō) - 411. VS Dialga e Palkia I (VSディアルガ&パルキアI: 運命とやりの柱?, VS Diaruga & Parukia I: Unmei to yari no hashira) - 412. VS Dialga e Palkia II (VSディアルガ&パルキアII: 時間と空間?, VS Diaruga & Parukia II: Jikan to kūkan) |                                         |                                                                                                   |
| 38    | 17-18 | Pokémon – La grande avventura 17/Pokémon – La grande avventura 18 「この世の裏側」 - Konoyo no uragawa – "L'altro lato di questo mondo" | 28 febbraio 2011 ISBN 978-4-09-141208-9 | 6 novembre 2019 28 ottobre 2020 ISBN 978-88-349-0104-5 (vol. 17) ISBN 978-88-349-0228-8 (vol. 18) |
| 38    | 17-18 | Capitoli - 413. VS Dialga e Palkia III (VSディアルガ&パルキアIII: ときのほうこうとあくうせつだん?, VS Diaruga & Parukia III: Toki no hōkō to akū setsudan) - 414. VS Dialga e Palkia IV (VSディアルガ&パルキアIV: SHITAPPAと個体意志?, VS Diaruga & Parukia IV: Shitappa to kotai ishi) - 415. VS Dialga e Palkia V (VSディアルガ&パルキアV: 完全と不完全?, VS Diaruga & Parukia V: Kanzen to fukanzen) - 416. VS Dialga e Palkia VI (VSディアルガ&パルキアVI: ダイヤとパール?, VS Diaruga & Parukia VI: Daiya to pāru) - 417. VS Lopunny (VSミミロップ: リゾートエリアの待ち合わせ?, VS Mimiroppu: Rizōto Eria no machiawase) - 418. VS Porygon-Z (VSポリゴンZ: ポイントのやりくり?, VS Porigon Zetto: Pointo no yarikuri) - 419. VS Gallade I (VSエルレイドI: キャッスルのブレーン?, VS Erureido I: Kyassuru no burēn) - 420. VS Gallade II (VSエルレイドII: 執事の油断?, VS Erureido II: Shitsuji no yudan) - 421. VS Claydol (VSネンドール: 勝負処のバク?, VS Nendōru: Shōbusho no baku) - 422. VS Ivysaur (VSフシギソウ: ハードマウンテンのお宝?, VS Fushigisō: Hādo maunten no otakara) |                                         |                                                                                                   |
| 39    | 18    | Pokémon – La grande avventura 18 「叛骨のドラゴン」 - Hankotsu no doragon – "Drago della costola" | 28 luglio 2011 ISBN 978-4-09-141314-7   | 28 ottobre 2020 ISBN 978-88-349-0228-8                                                            |
| 39    | 18    | Capitoli - 423. VS Togekiss (VSトゲキッス: 取り換えっこのパネル?, VS Togekissu: Torikaekko no paneru) - 424. VS Empoleon (VSエンペルト: 目覚めの一歩?, VS Enperutu: Mezame no ichiho) - 425. VS Heatran (VSヒードラン: 野望のプルート?, VS Hidoran: Yabō no purūto) - 426. VS Kakuna (VSコクーン: レンタルの施設?, VS Kokūn: Rentaru no shisetsu) - 427. VS Seedot (VSタネボー: 妨害の電波?, VS Tanebo: Bōgai no denpa) - 428. VS Ledian (VSレディアン: クロツグの頼み事?, VS Redian: Kurotsugu no tanomigoto) - 429. VS Dragonite (VSカイリュー: 激闘のステージ?, VS Kairyū: Gekitō no Sutēji) - 430. VS Rotom (VSロトム: 五つの家電品?, VS Rotomu: Itsutsu no kadenhin) |                                         |                                                                                                   |
| 40    | 18    | Pokémon – La grande avventura 18 「伝説！幻！！」 - Densetsu! Maboroshi!! – "Leggenda! Spettro!!" | 28 maggio 2012 ISBN 978-4-09-141468-7   | 28 ottobre 2020 ISBN 978-88-349-0228-8                                                            |
| 40    | 18    | Capitoli - 431. Scontro dimensionale I (異次元決戦I: 叛骨のギラティナ?, Jigen Kessen I: Hankotsu no Giratina) - 432. Scontro dimensionale II (異次元決戦II: 戦士たちの出陣?, Jigen Kessen II: Senshitachi no shutsujin) - 433. Scontro dimensionale III (異次元決戦III: 影の一撃?, Jigen Kessen III: Kage no ichigeki) - 434. Scontro dimensionale IV (異次元決戦IV: 怒りのフォルムチェンジ?, Jigen Kessen IV: Ikari no Forumu Chenji) - 435. Scontro dimensionale V (異次元決戦V: 偵察機の主?, Jigen Kessen V: Teisatsuki no aruji) - 436. Scontro dimensionale VI (異次元決戦VI: 集団戦の始まり?, Jigen Kessen VI: Shūdansen no hajimari) - 437. Scontro dimensionale VII (異次元決戦VII: 反物質の世界?, Jigen Kessen VII: Hanbusshitsu no sekai) - 438. Scontro dimensionale VIII (異次元決戦VIII: 心のありよう?, Jigen Kessen VIII: Kokoro no ariyō) - 439. Scontro dimensionale IX (異次元決戦IX: 正義のウイリス?, Jigen Kessen IX: Seigi no uirisu) - 440. Scontro dimensionale X (異次元決戦X: オーキドの手紙?, Jigen Kessen X: Ōkido no tegami) - 441. Scontro dimensionale XI (異次元決戦XI: 魂の光?, Jigen Kessen XI: Tamashī no hikari)                                                              |                                         |                                                                                                   |

## Volumi 41-in corso
| Nº Ja | Nº It | Titolo italiano | Data di prima pubblicazione                                                                | Data di prima pubblicazione |
| Nº Ja | Nº It | Titolo italiano | Giapponese                                                                                 | Italiano |
| 41    | 19    | Pokémon – La grande avventura 19 | 28 giugno 2012 ISBN 978-4-09-141497-7                                                      | 28 ottobre 2020 ISBN 978-88-349-0229-5 |
| 41    | 19    | Capitoli - 442. VS Oddish (VSナゾノクサ: 挑戦 ポケスロン！?, VS Nazonokusa) - 443. VS Aipom (VSエイパム: 四天王登場！?, VS Eipamu) - 444. VS Togepi (VSトゲピー: 極秘指令！?, VS Togepī) - 445. VS Koffing (VSドガース: 復活の狼煙！?, VS Dogāsu) - 446. VS Weavile (VSマニューラ: サファリゾーンの戦い！?, VS Manyūra) - 447. VS Feraligatr (VSオーダイル: プレート争奪戦！?, VS Ōdairu) - 448. VS Parasect (VSパラセクト: 噂の千里眼！?, VS Parasekuto) |                                                                                            | |
| 42    | 19    | Pokémon – La grande avventura 19 | 26 ottobre 2012 ISBN 978-4-09-141497-7                                                     | 28 ottobre 2020 ISBN 978-88-349-0229-5 |
| 42    | 19    | Capitoli - 449. VS Rhyperior (VSドサイドン: 大地の継承！?, VS Dosaidon) - 450. VS Hitmonchan (VSエビワラー: 集合4将軍！?, VS Ebiwarā) - 451. VS Xatu (VSネイティオ: 遺跡へのルート！?, VS Neitio) - 452. VS Arceus I (VSアルセウスI: 伝説のサイン！?, VS Aruseusu I) - 453. VS Arceus II (VSアルセウスII: 語られる起源！?, VS Aruseusu II) - 454. VS Arceus III (VSアルセウスIII: 突入 謎の領域！?, VS Aruseusu III) - 455. VS Arceus IV (VSアルセウスIV: 幻のタイプシフト！?, VS Aruseusu IV) - 456. VS Arceus V (VSアルセウスV: 絶望の三つ舞台！?, VS Aruseusu V) |                                                                                            | |
| 43    | 19-1  | Pokémon – La grande avventura 19/Pokémon Nero e Bianco 1 | 25 gennaio 2013 ISBN 978-4-09-141583-7                                                     | 28 ottobre 2020 30 settembre 2014 ISBN 978-88-349-0229-5 (vol. 19) ISBN 978-88-6634-925-9 (vol. 1)                                                    |
| 43    | 19-1  | Capitoli - 457. VS Arceus VI (VSアルセウスVI: 「はざま」からの帰還！?, VS Aruseusu VI) - 458. VS Arceus VII (VSアルセウスVII: いちるの望み！?, VS Aruseusu VII) - 459. VS Arceus VIII (VS Aruseusu VIII: 希望の最終進化!?, VS Aruseusu VIII) - 460. VS Arceus IX (VSアルセウスIX: 特別な明日！?, VS Aruseusu IX) - 461. VS Tepig - La sera prima (VSポカブ: 前夜?, VS Pokabu) - 462. VS Sewaddle - Partenza (VSクルミル: 旅立?, VS Kurumiru) - 463. VS Woobat - Reminiscenze (VSコロモリ: 追憶?, VS Koromori) - 464. VS Cottonee - La prima sfida (VSモンメン: 初戦?, VS Monmen) |                                                                                            | |
| 44    | 2-4   | Pokémon Nero e Bianco 2/Pokémon Nero e Bianco 3/Pokémon Nero e Bianco 4 | 28 marzo 2013 ISBN 978-4-09-141644-5                                                       | 15 novembre 2014 20 dicembre 2014 14 febbraio 2015 ISBN 978-88-6634-926-6 (vol. 2) ISBN 978-88-6634-927-3 (vol. 3) ISBN 978-88-6883-170-7 (vol. 4)    |
| 44    | 2-4   | Capitoli - 465. VS Galvantula - Assunzione (VSデンチュラ?, VS Dentula) - 466. VS Timburr - Arringa (VSドッコラー?, VS Dokkorer) - 467. VS Purrloin - Liberazione (VSチョロネコ?, VS Choroneko) - 468. VS Tympole - Incoronazione (VSオタマロ?, VS Otamaro) - 469. VS Audino - Accoglienza (VSタブンネ?, VS Tabunne) - 470. VS Pansage - Pansear - Panpour - Collaborazione (VSヤナップ•バオップ•ヒヤップ?, VS Yanappu • Baoppu • Hiyappu) - 471. VS Watchog - Ricerca (VSミルホッグ?, VS Miruhog) |                                                                                            | |
| 45    | 4-6   | Pokémon Nero e Bianco 4/Pokémon Nero e Bianco 5/Pokémon Nero e Bianco 6 | 28 giugno 2013 ISBN 978-4-09-141684-1                                                      | 14 febbraio 2015 7 marzo 2015 4 aprile 2015 ISBN 978-88-6883-170-7 (vol. 4) ISBN 978-88-6883-209-4 (vol. 5) ISBN 978-88-6883-247-6 (vol. 6)           |
| 45    | 4-6   | Capitoli - 472. VS Scraggy - Ricerca (VSデンチュラ?, VS Zuruggu) - 473. VS Patrat - Biblioteca (VSミネズミ?, VS Minezumi) - 474. VS Stoutland - Origine (VSムーランド?, VS Mooland) - 475. VS Cofagrigus - Scheletro di drago (VSデスカーン?, VS Desukarn) - 476. VS Trubbish e Cinccino - Turbine di vento (VSヤブクロン・チラチーノ?, VS Yabukuron & Chillaccino) - 477. VS Zorua - Bimbo smarrito (VSゾロア?, VS Zorua) - 478. VS Leavanny - Arte (VSハハコモリ?, VS Hahakomori) - 479. VS Amoonguss - Evoluzione (VSモロバレル?, VS Morobareru) |                                                                                            | |
| 46    | 6-8   | Pokémon Nero e Bianco 6/Pokémon Nero e Bianco 7/Pokémon Nero e Bianco 8 | 26 luglio 2013 ISBN 978-4-09-141688-9                                                      | 4 aprile 2015 2 maggio 2015 30 maggio 2015 ISBN 978-88-6883-247-6 (vol. 6) ISBN 978-88-6883-263-6 (vol. 7) ISBN 978-88-6883-277-3 (vol. 8)            |
| 46    | 6-8   | Capitoli - 480. VS Victini - Il faro (VSビクティニ: 燈台?, VS Bikutini) - 481. VS Bisharp - Deserto (VSキリキザン: 砂漠?, VS Kirikizan) - 482. VS Maractus - Preparativi (VSマラカッチ: 準備?, VS Marakachi) - 483. VS Emolga - "Prima" (VSエモンガ: 開演?, VS Emonga) - 484. VS Zebstrika - Rotazione (VSゼブライカ: 回転?, VS Zeburaika) - 485. VS Servine - Formule (VSジャノビー: 数式?, VS Janobī) - 486. VS Throh - Sawk - Ferrovia (VSナゲキ&ダゲキ: 鉄道?, VS Nageki & Dageki) - 487. VS Mienshao - Decisione (VSコジョンド: 決意?, VS Kojondo) - 488. VS Deerling - Addio (VSシキジカ: 別離?, VS Shikijika) |                                                                                            | |
| 47    | 9-11  | Pokémon Nero e Bianco 9/Pokémon Nero e Bianco 10/Pokémon Nero e Bianco 11 | 24 agosto 2013 ISBN 978-4-09-141587-5                                                      | 11 luglio 2015 8 agosto 2015 19 settembre 2015 ISBN 978-88-6883-317-6 (vol. 9) ISBN 978-88-6883-333-6 (vol. 10) ISBN 978-88-6883-436-4 (vol. 11)      |
| 47    | 9-11  | Capitoli - 489. VS Palpitoad - Ponte mobile (VSガマガル: 跳橋?, VS Gamagaru) - 490. VS Tornadus - Thundurus - Tempesta di fulmini (VSトルネロス&ボルトロス: 風雷?, VS Torunerosu & Borutorosu) - 491. VS Vanillite - Gelo (VSバニプッチ: 冷凍?, VS Banipuchi) - 492. VS Excadrill - Scavo (VSドリュウズ: 出土?, VS Doryuuzu) - 493. VS Krokorok - Percezione (VSワルビル: 感知?, VS Warubiru) - 494. VS Swoobat - Raduno (VSココロモリ: 集合?, VS Kokoromori) - 495. VS Swanna - In guerra (VSスワンナ: 參戦?, VS Suwanna) |                                                                                            | |
| 48    | 11-13 | Pokémon Nero e Bianco 11/Pokémon Nero e Bianco 12/Pokémon Nero e Bianco 13 | 28 novembre 2013 ISBN 978-4-09-141625-4                                                    | 19 settembre 2015 17 ottobre 2015 14 novembre 2015 ISBN 978-88-6883-436-4 (vol. 11) ISBN 978-88-6883-437-1 (vol. 12) ISBN 978-88-6883-466-1 (vol. 13) |
| 48    | 11-13 | Capitoli - 496. VS Tornadus - Thundurus - Scontro (VSトルネロス&ボルトロス&ランドロスI: 激突?, VS Torunerosu & Borutorosu & Randorosu I) - 497. VS Tornadus - Thundurus II - Risveglio (VSトルネロス&ボルトロス&ランドロスII: 復活?, VS Torunerosu & Borutorosu & Randorosu II) - 498. VS Cryogonal - Addestramento (VSフリージオ: 修業?, VS Furījio) - 499. VS Tirtouga - A tutto gas (VSプロトーガ: 暴走?, VS Purotōga) - 500. VS Meloetta - Melodia (VSメロエッタI: 旋律?, VS Meroetta I) - 501. VS Meloetta II - Serenata (VSメロエッタII: 演奏?, VS Meroetta II) - 502. VS Rufflet - Incontro casuale (VSワシボン: 邂逅?, VS Washibon) - 503. VS Munna - Compagni (VSムンナ: 仲間?, VS Munna) |                                                                                            | |
| 49    | 14-15 | Pokémon Nero e Bianco 14/Pokémon Nero e Bianco 15/Pokémon Nero e Bianco 16 | 25 gennaio 2014 ISBN 978-4-09-141699-5                                                     | 12 dicembre 2015 16 gennaio 2016 5 marzo 2016 ISBN 978-88-6883-508-8 (vol. 14) ISBN 978-88-6883-533-0 (vol. 15) ISBN 978-88-6883-601-6 (vol. 16)      |
| 49    | 14-15 | Capitoli - 504. VS Vanillish - Sensazione (VSバニリッチ: 冷凍?, VS Banirichi) - 505. VS Beartic - Condizioni (VSツンベアー: 条件?, VS Tsunbeā) - 506. VS Cobalion - Terrakion - Virizion - Tre spade (VSコバルオン&テラキオン&ビリジオンI: 三剣?, VS Kobaruon & Terakion & Birijion I) - 507. VS Cobalion - Terrakion - Virizion II - Fiducia (VSコバルオン&テラキオン&ビリジオンII: 信用?, VS Kobaruon & Terakion & Birijion II) - 508. VS Darmanitan - Vetta (VSヒヒダルマ: 頂上?, VS Hihidaruma) - 509. VS Archeops - Superiore (VSアーケオス: 超越?, VS Ākeosu) - 510. VS Samurott - Necessario (VSダイケンキ: 必要?, VS Daikenki) |                                                                                            | |
| 50    | 16-18 | Pokémon Nero e Bianco 16/Pokémon Nero e Bianco 17/Pokémon Nero e Bianco 18 | 25 marzo 2014 ISBN 978-4-09-141708-4                                                       | 5 marzo 2016 30 marzo 2016 4 maggio 2016 ISBN 978-88-6883-601-6 (vol. 16) ISBN 978-88-6883-593-4 (vol. 17) ISBN 978-88-6883-594-1 (vol. 18)           |
| 50    | 16-18 | Capitoli - 511. VS Gothitelle - Inaugurazione (VSゴチルゼル: 開幕?, VS Gochiruzeru) - 512. VS Druddigon - Comunicazione (VSクリムガン: 交信?, VS Kurimugan) - 513. VS Croagunk - Infiltrazione (VSグレッグル: 潜入?, VS Guregguru) - 514. VS Deino - Lotta ardente (VSモノズ: 熱闘?, VS Monozu) - 515. VS Keldeo - Cuore puro (VSケルディオ: 清心?, VS Kerudio) - 516. VS Fraxure - Semifinali (VSオノンド: 四強?, VS Onondo) - 517. VS Beheeyem - Boato (VSオーベム: 鳴動?, VS Ōbemu) - 518. VS Unfezant - Amici per la pelle (VSケンホロウ: 親友?, VS Kenhorou) |                                                                                            | |
| 51    | 19-20 | Pokémon Nero e Bianco 19/Pokémon Nero e Bianco 20 | 25 luglio 2014 ISBN 978-4-09-141809-8                                                      | 1º giugno 2016 29 giugno 2016 ISBN 978-88-6883-595-8 (vol. 19) ISBN 978-88-6883-596-5 (vol. 20)                                                       |
| 51    | 19-20 | Capitoli - 519. VS Keldeo II - Il cacciatore (VSケルディオII: 狩人?, VS Keldeo II) - 520. Zekrom VS Reshiram I - Il castello (ゼクロムVSレシラムI: 居城?, Zekrom VS Reshiram I) - 521. Zekrom VS Reshiram II - Verità (ゼクロムVSレシラムII: 真実?, Zekrom VS Reshiram II) - 522. Zekrom VS Reshiram III - Ideali (ゼクロムVSレシラムIII: 理想?, Zekrom VS Reshiram III) - 523. Zekrom VS Reshiram IV - L'eroe (ゼクロムVSレシラムIV: 英雄?, Zekrom VS Reshiram IV) - 524. Zekrom VS Reshiram V - Scomparsa (ゼクロムVSレシラムV: 消失?, Zekrom VS Reshiram V) |                                                                                            | |
| 52    | 23    | Pokémon – La grande avventura 23 | 26 dicembre 2014 ISBN 978-4-09-141894-4                                                    | 21 settembre 2022 ISBN 978-88-349-0322-3 |
| 52    | 23    | Capitoli - 525. (VSペンドラー: トランスファー・スチューデント?, VS Pendoraa) - 526. (VSゲノセクトI: ミスター・パーフェクト?, VS Genosect I) - 527. (VSゲノセクトII: フライング・インセクト?, VS Genosect II) - 528. (VSゲノセクトIII: イノセント・サイエンティスト?, VS Genosect III) - 529. (VSタマゲタケ: ポケデクス・レクチャー?, VS Tamagetake) - 530. (VSバルチャイ: ムービーズ・パニック?, VS Baruchai) - 531. (VSプルリル: アンフォゲッタブル・メモリー?, VS Pururiru) |                                                                                            | |
| 53    | 23    | Pokémon – La grande avventura 23 | 8 agosto 2017 ISBN 978-4-09-142412-9                                                       | 21 settembre 2022 ISBN 978-88-349-0322-3 |
| 53    | 23    | Capitoli - 532. (VSトルネロスれいじゅうフォルムI: レジェンダリー・トルネード?, VS Torunerosu Rei-jū Forumu I: Rejendarī Torunēdo) - 533. (VSトルネロスれいじゅうフォルムII: ニュー・ソードプレイヤー?, VS Torunerosu Rei-jū Forumu II: Nyū Sōdo Pureiyā) - 534. (VSシキジカ: コーラス・コンペティション?, VS Shikijika: Kōrasu Konpetishon) - 535. (VSオーベム: アングリー・ボーイ?, VS Ōbemu: Angurī Bōi) - 536. (VSキュレムI: コンテナ・バトル?, VS Kyuremu I: Kontena Batoru) - 537. (VSキュレムII: アクロマ・マシーン?, VS Kyuremu II: Akuroma Mashīn) - 538. (VSボルトロスれいじゅうフォルム: テリアン・フォーム?, VS Borutorosu rei-jū forumu: Terian Fōmu) - 539. (VSランドロスれいじゅうフォルム: フローズン・ワールド?, VS Randorosu rei-jū forumu: Furōzun Wārudo) - 540. (VSバルジーナ: フライング・シップ?, VS Barujīna: Furaingu Shippu) |                                                                                            | |
| 54    | 23    | Pokémon – La grande avventura 23 | 28 maggio 2020 ISBN 978-4-09-142745-8 (ed. regolare) ISBN 978-4-09-943066-5 (ed. limitata) | 21 settembre 2022 ISBN 978-88-349-0322-3 |
| 54    | 23    | Capitoli - 541. (VSメラルバ?, VS Merlarva) / (ピンク・スリップ?, Pinku Surippu) - 542. (VSママンボウ?, VS Mamanbou) / (エヌ・リターンズ?, Enu Ritānzu) - 543. (VSチョボマキ?, VS Chobomaki) / (アビシャル・リューインズ?, Abisharu Ryūinzu) - 544. (VSブラックキュレム?, VS Black Kyurem) / (ドリーム・ワールド?, Dorīmu Wārudo) - 545. (VSギギアル?, VS Gigiaru) / (リーズニング・タイム?, Rīzuningu Taimu) - 546. (VSホワイトキュレム?, VS White Kyurem) / (ジャイアント・ホール?, Jaianto Hōru) |                                                                                            | |
| 55    | 23-24 | Pokémon – La grande avventura 23/Pokémon – La grande avventura 24 | 28 maggio 2020 ISBN 978-4-09-142746-5 (ed. regolare) ISBN 978-4-09-943067-2 (ed. limitata) | 21 settembre 2022 9 aprile 2025 ISBN 978-88-349-0322-3 (vol. 23) ISBN 978-88-349-2213-2 (vol. 24)                                                     |
| 55    | 23-24 | Capitoli - 547. (最終決戦?, Saishū kessen) / (クラッシュド・アンビション?, Kurasshudo Anbishon) - 548. (エピローグ?, Epirōgu) / (グラジュエーション・セレモニー?, Gurajuēshon Seremonī) - 549. (ガルーラ、待つ?, Garūra, matsu) - 550. (ガルーラ、化わる?, Garūra, kawaru) - 551. (ホルード、奪う?, Horūdo, ubau) - 552. (ハリマロン、刺す?, Harimaron, sasu) |                                                                                            | |
| 56    | —     | Pokémon – La grande avventura | 28 agosto 2020 ISBN 978-4-09-143234-6                                                      | 9 aprile 2025 |
| 56    | —     | Capitoli - 553. (ニンフィア、魅みせる?, Ninfia, mi miseru) - 554. (ガルーラ、試す?, Garūra, sasu) - 555. (ギルガルド、惑わす?, Girugarudo, madowasu) - 556. (ルカリオ、助ける?, Rukario, tasukeru) - 557. (オンバット、妨さまたげる?, Onbatto, Samatageru) - 558. (ヒトカゲ、まどろむ?, Hitokage, madoromi) - 559. (ハリマロン、起つ?, Harimaron, tatsu) |                                                                                            | |
| 57    | —     | Pokémon – La grande avventura | 26 novembre 2020 ISBN 978-4-09-143248-3                                                    | 9 aprile 2025 |
| 57    | —     | Capitoli - 560. (オーロット、突つく?, Ōrotto, tsuku) - 561. (ヘラクロス、化かわる?, Herakurosu, kawaru) - 562. (ゴロンダ、探る?, Goronda, saguru) - 563. (ラクライ、追う?, Rakurai, ou) - 564. (ヘイガニ、はさむ?, Heigani, hasamu) - 565. (ケロマツ、消える?, Keromatsu, kieru) - 566. (チゴラス、砕く?, Chigorasu, kudaku) |                                                                                            | |
| 58    | —     | Pokémon – La grande avventura | 26 febbraio 2021 ISBN 978-4-09-143277-3                                                    | 9 aprile 2025 |
| 58    | —     | Capitoli - 567. (ライボルト、化わる?, Raiboruto, ka waru) - 568. (サーナイト、通つうじる?, Sānaito, tsūjiru) - 569. (ディアンシー、光ひかる?, Dianshī, hikari hikaru) - 570. (ビビヨン、舞う?, Viviyon, mau) - 571. (ヒノヤコマ、燃える?, Hinoyakoma, moeru) - 572. (ゲコガシラ、撃つ?, Gekogashira, utsu) - 573. (クレッフィ、集める?, Kleffi, atsumeru) |                                                                                            | |
| 59    | —     | Pokémon – La grande avventura | 28 maggio 2021 ISBN 978-4-09-143308-4                                                      | 9 aprile 2025 |
| 59    | —     | Capitoli - 574. (オーロット、しばる?, Oorotto, shibaru) - 575. (ゲンガー、化わる?, Gengā, ka waru) - 576. (テールナー、囲う?, Teerunā, kakou) - 577. (ハリボーグ、立つ?, Haribōgu, tatsu) - 578. (ギャラドス、化わる?, Gyaradosu, ka waru) - 579. (カエンジシ、息吹く?, Kaenjishi, ibuku) - 580. (フラベベ、咲く?, Furabebe, saku) |                                                                                            | |
| 60    | —     | Pokémon – La grande avventura | 28 ottobre 2021 ISBN 978-4-09-143343-5                                                     | 9 aprile 2025 |
| 60    | —     | Capitoli - 581. (サイホーン、 突く?, Saihoun, tsuku) - 582. (カイロス、にらむ?, Kairosu, niramu) - 583. (ハッサム、受ける?, Hassamu, ukeru) - 584. (ルチャブル、襲う?, Ruchaburu, osou) - 585. (カイロス、化わる?, Kairosu, ka waru) - 586. (ジガルデ、現る?, Jigarude, genru) - 587. (カラマネロ、仕掛ける?, Karamanero, shikakeru) |                                                                                            | |
| 61    | 26    | Pokémon – La grande avventura 26 | 28 febbraio 2022 ISBN 978-4-09-143389-3                                                    | 9 aprile 2025 ISBN 978-88-349-2215-6 |
| 61    | 26    | Capitoli - 588. (ブリガロン、守る?, Burigaron, mamoru) - 589. (リザードン、化わる?, Rizādon, ka waru) - 590. (イベルタル、奪う?, Iberutaru, ubau) - 591. (ミュウツー、怒る?, Myuutsū, okoru) - 592. (ジガルデ、猛る?, Jigarude, takeru) - 593. (ゼルネアス、与える?, Zeruneasu, ataeru) - 594. (フラエッテ、戻る?, Furaette, modoru) |                                                                                            | |
| 62    | 26    | Pokémon – La grande avventura 26 | 26 agosto 2022 ISBN 978-4-09-143527-9                                                      | 9 aprile 2025 ISBN 978-88-349-2215-6 |
| 62    | 26    | Capitoli - 595. (マギアナ、稼働く?, Magiana, kadō ku) - 596. (メタグロス、調べる?, Metagurosu, shiraberu) - 597. (ラティアス、飛ぶ?, Ratiasu, tobu) - 598. (ネンドール、念じる?, Nendōru, nenjiru) - 599. (ボーマンダ、化わる?, Bōmanda, kawaru) - 600. (サクラビス、色づく?, Sakurabisu, irodzuku) - 601. (スピアー、かまえる?, Supiā, kamaeru) |                                                                                            | |
| 63    | —     | — | 28 novembre 2022 ISBN 978-4-09-143564-4                                                    | — |
| 63    | —     | Capitoli - 602. (フーパ、ゆがめる?, Fūpa, yugameru) - 603. (ヤドラン、ひらめく?, Yadoran, hirameku) - 604. (ヌメルゴン、吐く?, Numerugon, haku) - 605. (ラグラージ、たたく?, Ragurāji, tataku) - 606. (ディアンシー、輝く?, Dianshī, kagayaku) - 607. (カメックス、化わる?, Kamekkusu, kawaru) - 608. (グラードン、戻る?, Gurādon, modoru) - 609. (カイオーガ、戻る?, Kaiōga, modoru) |                                                                                            | |
| 64    | —     | — | 28 febbraio 2023 ISBN 978-4-09-143585-9                                                    | — |
| 64    | —     | Capitoli - 610. (フーパ、繋げる?, Fūpa, tsunageru) - 611. (メブキジカ、貫く?, Mebukijika, tsuranuku) - 612. (ジバコイル、撃つ?, Jibakoiru, utsu) - 613. (トロピウス、漂う?, Toropiusu, tadayou) - 614. (オオスバメ、羽ばたく?, Ōsubame, habataku) - 615. (オンバーン、導く?, Onbān, michibiku) - 616. (エルレイド、切り裂く?, Erureido, kirisaku) |                                                                                            | |